# 1980 (singel)
1980 – singel polskiego rapera i producenta muzycznego O.S.T.R.-a promujący płytę Ja tu tylko sprzątam. Wydawnictwo ukazało się 18 stycznia 2008 roku na płycie CD dzięki wytwórni muzycznej Asfalt Records w nakładzie limitowanym do 2000 egzemplarzy. Na płycie poza utworem tytułowym znalazły się ponadto m.in. utwory instrumentalne. Także w 2008 roku singel został wydany na 12" płycie gramofonowej. Oprawę graficzną singla wykonał Grzegorz "Forin" Piwnicki.

## Lista utworów
Opracowano na podstawie materiału źródłowego.
| Singel CD 1. "1980" - 3:58 2. "Keep It Classy" (gościnnie: Sadat X, Cadillac Dale) - 3:59 3. "Bonus Track" - 3:01 4. "1980" - 3:58 (utwór instrumentalny) 5. "Keep It Classy" - 4:00 (utwór instrumentalny) 6. "Bonus Track" - 3:01 (utwór instrumentalny) |  | 12" płyta gramofonowa Strona A 1. "1980" - 3:58 2. "1980" - 3:58 (utwór instrumentalny) Strona B 1. "Keep It Classy" (gościnnie: Sadat X, Cadillac Dale) - 3:59 2. "Bonus Track" - 3:01 (utwór instrumentalny) |